# إيرل يونغ
إيرل يونغ (بالإنجليزية: Earl Young)‏ هو مهندس معماري أمريكي، ولد في 31 مارس 1889 في مانيسيلونا في الولايات المتحدة، وتوفي في 24 مايو 1975 في إيست جوردان في الولايات المتحدة.